# Тутта Ларсен
Ту́тта Ла́рсен (настоящее имя — Татья́на Анато́льевна Романе́нко; род. 5 июля 1974, Донецк) — российская теле- и радиоведущая, журналистка. Бывший виджей музыкально-развлекательного телеканала «MTV Россия», в 2003—2008 годах — автор викторины «Поцелуй навылет», в 2005 году вела шоу «Бум года»; бывшая ведущая радиостанций «Столица FM» и «Весна FM», телеканала «Мать и дитя» и других. Основатель и ведущая собственного «субъективного телевидения» TUTTA.TV.

## Биография

### Ранние годы
Родилась 5 июля 1974 года. Отец — Анатолий Лукич Романенко (род. 1945), радиофизик. Мать — Елена Михайловна Романенко (урождённая — Беленькая; род. 1951), филолог, журналист и сценарист. Бабушка — Татьяна (1929—2017). В её честь назвали внучку (будущую Тутту Ларсен). Сестра младшая (единоутробная) — Екатерина (род. 1983). Дядя — Юрий Беленький (род. 4 мая 1956), кинопродюсер. Двоюродный брат — Михаил Юрьевич Беленький (род. 11 марта 1984), сценарист и актёр. Двоюродная сестра — Полина Юрьевна Беленькая (род. 6 июня 1986), актриса.
Когда Татьяне исполнилось семь лет, из семьи ушёл отец. Мать вышла замуж повторно. В школе Татьяна любила устраивать утренники, спектакли, КВН. Занималась изучением английского языка, балетом, увлекалась катанием на велосипеде и футболом, а в юности — экстремальным туризмом, скалолазанием, альпинизмом, байдарками, спортивным ориентированием. В 1990 году в Макеевке окончила музыкальную школу по классу классической гитары, а в 1991 году — общеобразовательную школу с золотой медалью.
Сразу после школы уехала в Москву и поступила на Факультет журналистики МГУ. В 1996 году получила диплом по специальности «Экономическая журналистика и реклама».

### Карьера

#### Телевидение
Во время учёбы в 1994 году стажировалась в рекламном отделе компании «BIZ-Enterprises», где и начала карьеру телеведущей. Именно тогда, работая в программах «Новости BIZ-TV» и «Чёрная пятница», Татьяна взяла себе творческий псевдоним Тутта Ларсен, происходящий от имён рыжего лисёнка Людвига Ларсена и молодой курочки Тутты Карлсон — персонажей сказки «Тутта Карлсон Первая и единственная, Людвиг Четырнадцатый и др.» шведского детского писателя Яна Улофа Экхольма, экранизированной в детском двухсерийном фильме «Рыжий, честный, влюблённый».
В одном из эфиров на «MTV Россия» Татьяна шутила, что псевдоним ей понравился также из-за его забавного обратного прочтения. В то же время в 2020 году в эфире программы «Звёзды сошлись» на НТВ она сказала, что в связи с «неприличным» обратным прочтением псевдонима многие считали, что она специально подобрала такой псевдоним, и ей даже было стыдно из-за этого. Изначально Татьяна собиралась взять псевдоним «Фрекен Бок», но от этого её отговорили продюсеры.
В 1996—1998 годах работала ведущей музыкальных программ на телеканале «Муз-ТВ». С 1996 по 2002 год была диджеем на радио «Максимум», рассказывала об альтернативной музыке в авторской программе «С перцем по жизни». С сентября 1998 по июль 2008 года работала виджеем телеканала «MTV Россия».
В 2008 году, отработав десять лет на телеканале «MTV Россия», перешла на телеканал «Звезда», где уже к концу года выпустила два документальных фильма о Великой Отечественной войне, в которых выступила как автор и ведущая. Это — «Список Маргариты» и «Бесленей. Право на жизнь». В 2009 году на этом же телеканале подготовила цикл авторских передач в документальном формате о семейном счастье «Обыкновенное чудо». К 65-летию со Дня Победы 2 апреля 2010 года в вечернем эфире телеканала «Звезда» стартовало еженедельное получасовое ток-шоу «Во имя Великой Победы» с ведущей Туттой Ларсен, предваряющее показ художественных фильмов о Великой Отечественной войне, которые задавали тему разговора.
С 23 апреля 2010 года по 15 августа 2014 года была одной из ведущих всех пяти сезонов информационно-развлекательного ток-шоу «Девчата» на канале «Россия-1» наряду с Ольгой Шелест, Аллой Довлатовой, Леной Перовой, Ритой Митрофановой, Мариной Голуб, Марией Голубкиной и Ольгой Максимовой. Также Тутта Ларсен стала ведущей нового сезона программы «Испытание верности» на телеканале «Муз-ТВ». Кроме того, на семейном цифровом канале «Радость моя» Ларсен вела программу «Выше крыши» — телебеседа с акустическим концертом.
В 2012 году стала членом российского жюри конкурса песни «Евровидение-2012» в Баку. В 2016 комментировала церемонию «Эмми-2016» совместно с Михаилом Козыревым.
В мае 2015 запустила собственный канал TUTTA.TV, посвящённый вопросам материнства, воспитания детей, психологии и отношений.
С декабря 2017 года совместно с дочерью Марфой ведёт программу «Завтрак на ура!» на детском телеканале «Карусель». В 2019 её переименовали в «Еда на ура!».
С мая 2021 года совместно с мужем Валерием, детьми Марфой и Иваном ведёт программу «Семья на ура!» на детском телеканале «Карусель».

#### Радио
С 2007 года работала на радио «Маяк» в паре с Дмитрием Глуховским, Константином Михайловым (дневное «Шоу с Туттой Ларсен и Константином Михайловым»). С 2009 года в паре с Владимиром Авериным вела на «Маяке» передачи «Шоу Тутты Ларсен и Володи Аверина» и «Центральный комитет». В 2010 году на радио «Маяк» в Барнауле вела вечернее «Шоу Тутты Ларсен и Гии Саралидзе».
С 2014 года — ведущая программы «Большая рыба. Вечерний Live» на радиостанции «Весна FM», программ «Время радости» и «Семейные истории» на радио «Вера», авторской программы «В доле» на радиостанции «Столица FM», программы «От ноля до пяти» на телеканале «Мать и дитя».
С июня 2020 года ведёт программу «Взрослые люди» на радио «Комсомольская правда».

#### Музыка
Была солисткой музыкальных групп Jazzlobster и Thaivox, записала с ними в качестве певицы несколько альбомов. В 1998 году выпустила свой единственный альбом Newbodyforms.
Приняла участие в записи песни и снялась в клипе «Небо» (2000) группы «I.F.K.», который долгое время возглавлял хит-парад «20-ка самых-самых» на телеканале «MTV Russia». Также снялась в видеоклипах на песни «Дорожная» (1998) Анатолия Крупнова, «Се ля ви» («Такова жизнь») (2004) группы «НАИВ», «Звенит январская вьюга» (2006) группы «Приключения Электроников».

#### Кинематограф
Снялась в качестве приглашённой звезды в нескольких телесериалах. В основном это были проекты её дяди, известного кинопродюсера Юрия Беленького — «Простые истины» (1999), «Слова и музыка» (2004), «Обречённая стать звездой» (2005—2007). Также приняла участие в озвучивании аргентино-российского телесериала «Танго втроём» (2006—2007).
В 2009 году приняла участие в озвучивании русской версии анимационного фильма «Девять», где стала голосом одного из основных персонажей — Седьмого.

## Личная жизнь
- Первый муж — Максим Галстьян, гитарист групп «I.F.K.» и «LaScala»[9]. Брак продлился восемь лет, с 1992 по 2000 годы. Детей в браке не было: в 2000 году, через неделю после развода с мужем, Татьяна потеряла свою ещё не родившуюся дочь[38][39]. Как призналась сама Тутта Ларсен: «мы не остались даже врагами — просто выжженная пустыня»[40].
- Незарегистрированный брак — Захар Артемьев, журналист и писатель, старший брат певца Павла Артемьева[9].
  - Сын — Лука Романенко (род. 20 мая 2005).
- Второй муж — Валерий Колосков (род. 10 января 1984), певец в саратовской джаз-группе «Бридж»[41][42]. В 2009 году помимо официальной регистрации брака венчались. Сына Луку Колосков усыновил[8][43][44]. После этого Лука учился в православной частной гимназии при монастыре[45], в музыкальной школе по классу фортепиано, ходил на плавание и айкидо. Имя сыну Татьяна дала в честь своего дедушки по отцовской линии. Крёстный Луки — его двоюродный дед Юрий Беленький, а крёстная — Виктория Борисовна, врач[8][9][23][46].
  - Дочь — Марфа Колоскова (род. 8 июля 2010)[8][9][45][46]. Посещает театральный кружок, занимается плаванием и изучением иностранного языка[47].
  - Сын — Иван Колосков (род. 1 июля 2015)[48].

Является православной верующей. Крещена в возрасте девяти лет в Донецке на дому, так как родственники были коммунистами. Осознанно пришла к вере в начале двухтысячных годов. Была прихожанкой храма Преподобного Сергия Радонежского в Крапивниках, позже посещала Храм Троицы Живоначальной на Шаболовке.
Прошлые увлечения — балет, катание на велосипеде, футбол, экстремальный туризм, альпинизм (имеет взрослый разряд по скалолазанию и совершила восхождение на две горные вершины Центрального Кавказа в Приэльбрусье — Гуманьчжи и Виатау), водный туризм на байдарках, спортивное ориентирование, бокс, вязание, философия и история рекламы. Любимый поэт — Федерико Гарсиа Лорка.

## Политическая позиция
Поддержала вторжение России на Украину. В 2023 году дала длинное интервью, где высказывала восхищение российскими военкорами.

## Работы

### Дискография
| Группа                   | Альбом                       | Год выпуска | Песня                   |
| ------------------------ | ---------------------------- | ----------- | ----------------------- |
| Jazzlobster              | Учитесь плавать: Урок второй | 1996        | Escapist                |
| Thaivox                  | Newbodyforms                 | 1998        |                         |
| Thaivox                  | Депеша для Depeche Mode      | 1998        | Little 15               |
| Thaivox                  | Future Sounds Of Moscow 2    | 2000        | Где?..                  |
| I.F.K.                   | Абсолют                      | 1998        | Небо                    |
| НАИВ                     | Живой и невредимый           | 2004        | Се ля ви (Такова жизнь) |
| Приключения Электроников | А ну-ка, девушки!            | 2006        | Звенит январская вьюга  |
| Приключения Электроников | А ну-ка, девушки!            | 2006        | Моей душе покоя нет     |

### Фильмография
Роли в кино
- 1999 — «Простые истины» — камео
- 2002 — «Светские хроники» (серия № 1 «Новая коллекция») — камео
- 2005 — «Молоды и счастливы» — телезвезда
- 2005—2007 — «Обречённая стать звездой» — камео
- 2008 — «Ловушка» — телеведущая
- 2011—2012 — «Кровинушка» — камео
- 2013 — «Везучая» — журналист

Озвучивание
- 2002 — «Кровавая Мэлори[англ.]» — Мэлори
- 2005 — «Кошмар перед Рождеством» (анимационный фильм, русскоязычная музыкальная адаптация, проект Михаила Козырева) — Салли
- 2006—2007 — «Танго втроём» (Аргентина, Россия) — часть женских ролей
- 2007 — «В гости к Робинсонам» (анимационный фильм) — Френни
- 2009 — «Рок-волна» — Мэриэнн, девушка Карла (роль Талулы Райли)
- 2009 — «Девять» (анимационный фильм) — Седьмая.

## Награды
- 1999 — Специальная профессиональная премия прессы «Знак качества» в номинации «Лучший телеведущий»[9].
- 2019 — Медаль святого Гавриила Мелекесского (официальная награда Мелекесской епархии Русской Православной Церкви).